# Иларион (Масальский)
Иларион Масальский (ум. 1609) — иеромонах Супрасльского монастыря Гродненской губернии (ныне относится к Польской православной церкви и находится на территории Польши).

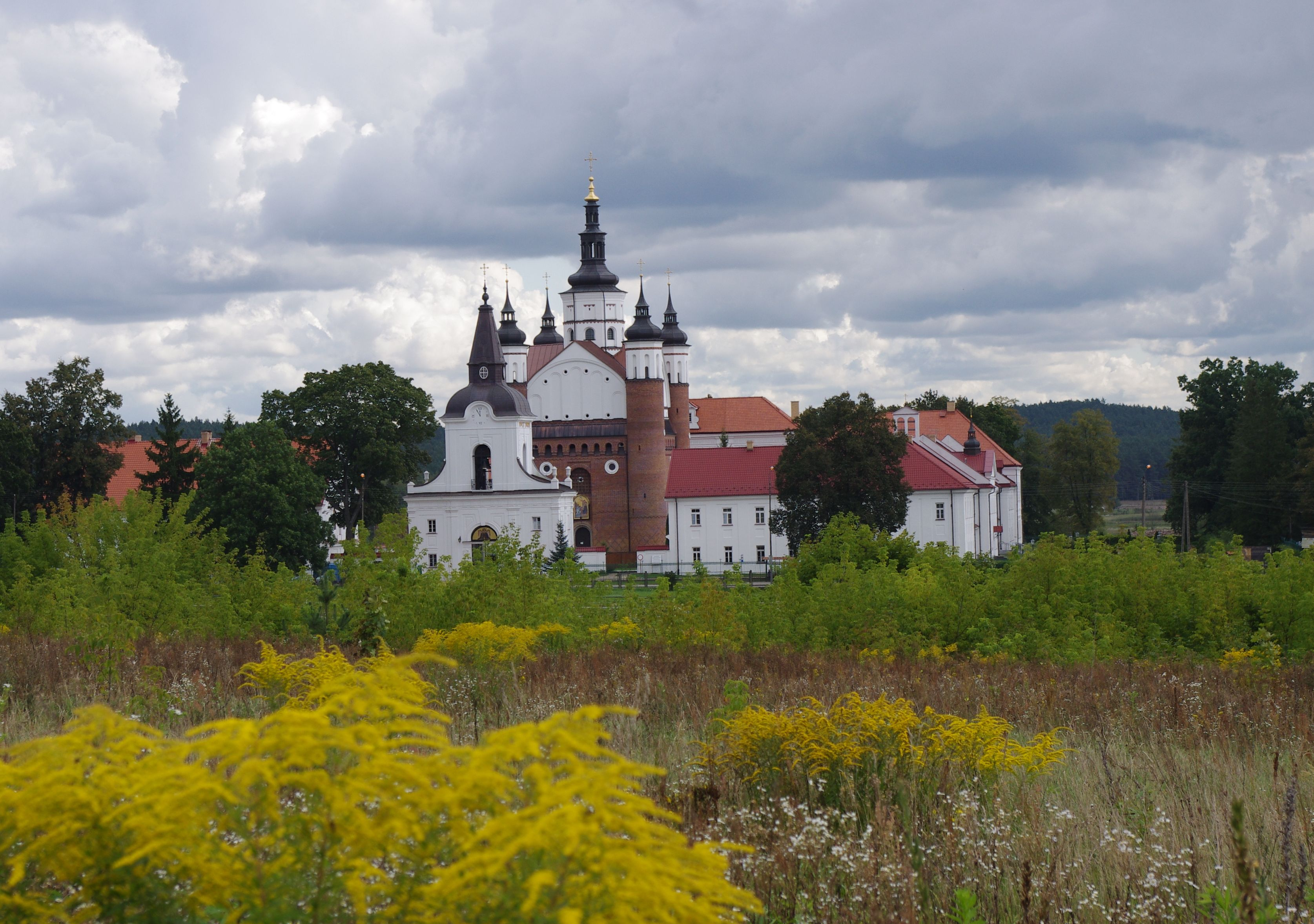
Супрасльский монастырь

Происходил из рода князей Мосальских. В конце 1589 или начале 1590 гг. был избран в архимандриты Супрасльского монастыря.
28 января 1595 года Иларион Масальский присутствовал на Львовском соборе Гедеона Болобана, постановившем ходатайствовать о скорейшем заключении унии с Римом; на Брестском соборе 1596 года он явился уже противником унии, а в 1601 году торжественно предал анафеме в церкви супрасльского монастыря нового униатского митрополита Ипатия Поцея, за что привлечен Поцеем к суду и декретом польского короля Сигизмунда III от 19 января 1602 года был осужден на изгнание из отечества.
Впоследствии (8 августа 1607 года) Иларион Масальский обратился к митрополиту Поцею с просьбою о прощении, и ему дозволено было возвратиться в Супрасльский Благовещенский монастырь, где он и умер в 1609 году.